# Narodni dom (Triest)

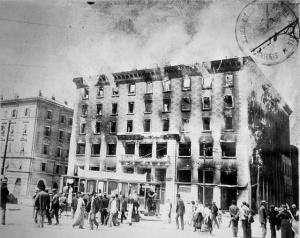
Der ausgebrannte Narodni dom

Der Narodni dom (deutsch: Volkshaus, italienisch: Casa del Popolo oder Casa nazionale) ist ein geschichtsträchtiges Gebäude in der norditalienischen Stadt Triest, das derzeit noch von der Universität Triest genutzt wird. Bis zum Ersten Weltkrieg war es das Volkshaus und Kulturzentrum der slowenischen Bevölkerung in der zur damaligen Zeit zu Österreich-Ungarn gehörenden Stadt. Im Juli 2020 wurde eine Rückgabe des Hauses an die slowenische Gemeinschaft Triests beschlossen, die bereits Teile des Gebäudes als Kulturzentrum nutzt.

## Geschichte
Der Narodni dom befand sich seit 1907 in einem zwischen 1901 und 1904 nach den Plänen von Max Fabiani errichteten Palast an der Piazza Caserma (heutige Piazza Oberdan). Der Gebäudekomplex beherbergte verschiedene slowenische Einrichtungen, unter anderem ein Theater, eine Bibliothek, eine Bank sowie das Hotel Balkan. Nach dem Anschluss Triests an Italien 1918 und der damit verbundenen Zwangsitalianisierung der ansässigen slawischen Bevölkerung kam es wiederholt zu gewaltsamen Ausschreitungen zwischen Italienern und slawischen Volksgruppen. Am 13. Juli 1920 wurde der Narodni dom als eines der nationalen Symbole der Slowenen in Triest von italienischen Faschisten niedergebrannt. Der Anschlag wurde von dem späteren Sekretär der National-Faschistischen Partei (Partito Nazionale Fascista) Francesco Giunta initiiert und galt als Vergeltungsmaßnahme, nachdem bei Unruhen in Split zwei italienische Soldaten von jugoslawischen Sicherheitskräften erschossen worden waren. Der Brandanschlag wurde vom Faschismus auch in weiterer Folge als Maßnahme zur „Reinigung“, d. h. ethnischen Säuberung der julischen Grenzregion, propagandistisch ausgeschlachtet.
Ein slowenisches Kreditinstitut, bis dahin Eigentümer des Gebäudes, konnte die für einen Wiederaufbau nötigen Mittel nicht aufbringen und verkaufte es an ein italienisches Kreditinstitut. In dem wieder hergerichteten Gebäude wurde das Hotel Regina eröffnet. Nach dem Zweiten Weltkrieg wurde das Gebäude trotz jugoslawischer und slowenischer Forderungen nicht wieder restituiert. Im Jahr 1997 wurde es Sitz des Instituts für Dolmetschen und Übersetzen der Universität Triest, ein Teil wurde der slowenischen Gemeinschaft für kulturelle Zwecke zur Verfügung gestellt.
Am 13. Juli 2020 fand im Narodni dom in Anwesenheit der Staatspräsidenten Italiens und Sloweniens, Sergio Mattarella und Borut Pahor, eine Feierstunde statt, in der 100 Jahre nach dem Brand die offizielle Rückgabe des Gebäudes an die slowenische Gemeinschaft in Triest besiegelt wurde. Der Umzug des genannten Instituts der Universität wird in den kommenden Jahren erfolgen.